# Juncus capensis
Juncus capensis là một loài thực vật có hoa trong họ Juncaceae. Loài này được Thunb. mô tả khoa học đầu tiên năm 1794.